# Colégio Técnico Industrial Professor Isaac Portal Roldán
O Colégio Técnico Industrial Professor Isaac Portal Roldán (CTI) é uma instituição de ensino médio e técnico pública estadual brasileira, com sede em Bauru, em São Paulo. O colégio técnico é mantido pela Universidade Estadual Paulista Júlio de Mesquita Filho (Unesp) e está vinculado à Faculdade de Engenharia de Bauru. Criado em 1967, o colégio foi a primeira unidade da Unesp no campus de Bauru.

## A instituição
A história do Colégio Técnico Industrial remonta ao ano de 1956, quando o comendador Daniel Pacífico doou ao poder público um terreno de vinte mil metros quadrados localizado no bairro bauruense de Vila Falcão, com o objetivo de instalar uma escola técnica, a ser subsidiada pelo governo federal. As obras levaram dez anos para ser concluídas. Após o término da construção, o esperado apoio governamental não se concretizou, sob a alegação de falta de verbas. Sem recursos para a aquisição de máquinas, instalação de laboratórios e oficinas e contratação de professores, o espaço recém construído permaneceu sem uso.
Paralelamente a isso, iniciava-se em Bauru um movimento visando a criação de uma escola de engenharia. A demanda da sociedade foi encampada pelo executivo municipal, que decidiu criar a Faculdade de Engenharia Mecânica, a ser mantida por uma fundação. A autorização para o funcionamento da faculdade ficou condicionada à instalação de um Colégio Técnico Industrial, de forma a suprir a demanda de profissionais de nível técnico na região, sob pena de cassação da autorização de funcionamento.
Dessa forma, o Colégio Técnico Industrial foi inaugurado em 7 de abril de 1967 nas instalações já existentes, subordinado à Fundação Educacional de Bauru, órgão instituído pela Lei Municipal nº 1276 em 1966 e mantido pela prefeitura. Sua primeira turma contava com 28 alunos matriculados no curso de Habilitação Técnica em Máquinas e Motores (o atual curso de mecânica). Foi a primeira unidade de ensino da Fundação Educacional de Bauru a entrar em funcionamento, antecedendo em cinco dias a inauguração da Faculdade de Engenharia Mecânica (atual Faculdade de Engenharia de Bauru). Seu primeiro diretor foi o professor Isaac Portal Roldán, que permaneceu apenas um ano na direção, em função de outras obrigações assumidas com a Faculdade de Engenharia e Mecânica. Após o seu falecimento, em 1977, foi homenageado como patrono do colégio.
Em 1985, por meio do Decreto Municipal nº 4.497 e parecer do Conselho Estadual de Educação, o Colégio Técnico Industrial, a Faculdade de Engenharia Mecânica e as outras três unidades de ensino mantidas pela Fundação Educacional foram agrupados na recém-criada "Universidade de Bauru". A nova instituição obteve reconhecimento do Ministério da Educação no ano seguinte. Em 15 de agosto de 1988, por força do Decreto 28.685, emitido pelo Governo do Estado de São Paulo, a Universidade de Bauru foi incorporada à Universidade Estadual Paulista, tornando-se o 14º campus desta instituição.
O colégio encontra-se instalado dentro do campus de Bauru e permanece subordinado à Faculdade de Engenharia. Suas instalações foram projetadas de forma a aproveitar os recursos materiais e disponíveis e preservar a área verde que o cerca, visando obter um ambiente propício ao desenvolvimento pedagógico. Ocupa 500 m2 de área construída, em meio a um terreno de 2.500 m2. Além das salas de aula e espaços administrativos, é equipado com quadra poliesportiva, anfiteatro, laboratórios de informática, eletrônica, elétrica, manufatura, química, física e automação e com uma oficina mecânica.
Desde a sua inauguração, o Colégio Técnico Industrial já formou mais de 7.000 profissionais nos diferentes cursos. Atualmente, congrega mais de 600 alunos e 60 funcionários, sendo 45 professores. A instituição oferece cursos públicos e gratuitos de educação básica e profissionalizantes, além de cursos de extensão e projetos voltados à comunidade, sobretudo relacionados à qualificação e reinserção de profissionais no mercado de trabalho. Desenvolve, desde o ano 2000, o projeto Cidadão Especial, em parceria com a Associação de Pais e Amigos dos Excepcionais de Bauru (APAE) e chancela do Ministério do Trabalho e Emprego, visando a inclusão social, educacional e profissional de portadores de deficiência física.

## Ensino
O colégio oferece ensino médio regular, ensino médio integrado a curso técnico, curso técnico regular e especialização técnica, nos períodos diurno (120 vagas) e noturno (90 vagas). No período diurno, os estudantes cursam o ensino médio integrado a curso técnico no colégio, podendo escolher o curso de mecânica (30 vagas), eletrônica (30 vagas) ou informática (60 vagas). As vagas no período noturno (30 vagas para cada curso técnico) são destinadas a alunos que estejam cursando o ensino médio em outra instituição ou que já concluíram o ensino médio e irão cursar apenas o curso técnico no colégio. Todos os cursos tem duração de três anos. A habilitação em todos os cursos está ainda vinculada ao cumprimento do estágio obrigatório, de ao menos 400 horas. O ingresso se dá por meio de concurso público ("vestibulinho"), organizado pela Fundação para o Vestibular da Universidade Estadual Paulista (Vunesp). O colégio figura entre as instituições mais bem posicionadas no ranking do Exame Nacional do Ensino Médio (ENEM). Em 2011, ocupou a terceira colocação entre as escolas públicas avaliadas pelo exame no estado de São Paulo. Na cidade de Bauru, ficou com a primeira posição entre todas as escolas do município.
O colégio também já recebeu diversas premiações em competições estudantis nacionais (Olimpíada Brasileira de Robótica, Olimpíada Brasileira de Informática, Olimpíada Nacional em História do Brasil, Olimpíada Brasileira de Física das Escolas Públicas, etc.). Na edição de 2011 da Olimpíada Brasileira de Matemática das Escolas Públicas, obteve oito medalhas - duas de ouro, uma de prata e cinco de bronze - e sete menções honrosas.

### Ensino Médio
Curso: Ensino Médio
Duração: 3 anos
Período: diurno
Coordenadora: Prof. Flavio Henrique Simão Saraiva
Além de um Ensino Médio de excelente qualidade, que prepara o aluno para a vida, o Colégio oferece os cursos nas áreas de Informática, Eletrônica e Mecânica, com o objetivo de capacitar o aluno para acompanhar as constantes mudanças nestes campos de atuação, tornando-o um profissional altamente qualificado. 

### Mecânica
Curso: Técnico em Mecânica
Duração: 3 anos
Período: diurno e noturno
Coordenador de Curso e Estágio: Prof. André Luis da Costa Rocha
O Técnico em Mecânica tem conhecimentos e habilidades necessárias para atuar nos setores de produção, manutenção, correção de máquinas e dispositivos, elaboração e desenvolvimento de projetos, além de controle e administração da produção, controle de qualidade e criação de novos dispositivos. Também está apto a atuar na operação de máquinas e manipulação de ferramentas. Exerce suas atividades nas indústrias em geral e em empresas de manutenção de máquinas e equipamentos.

### Eletrônica
Curso: Técnico em Eletrônica
Duração: 3 anos
Período: diurno e noturno
Coordenador de Curso e Estágio: Prof. José Eduardo Alves de Oliveira
O Técnico em Eletrônica é um profissional preparado para atuar como elemento de ligação entre os setores de engenharia e produção de uma empresa, coordenando equipes de trabalho, elaborando relatórios, orçamentos, manuais e executando serviços de manutenção. Está apto a exercer sua profissão em empresas de radiodifusão e de telecomunicações, indústrias automobilísticas e aeronáuticas, comércio de equipamentos elétricos e eletrônicos, empresas de informática e indústrias de equipamentos eletrônicos.

### Informática
Curso: Técnico em Informática
Duração: 3 anos
Período: diurno e noturno
Coordenador de Curso e Estágio: Prof. André Luiz Ferraz Castro
O Técnico em Informática é um profissional preparado para acompanhar as constantes evoluções de sua área de atuação. As atividades compreendidas no curso são de concepção, especificação, projeto, implementação, avaliação, suporte e manutenção de diversos tipos de sistemas de informação. Pode ainda atuar em empresas industriais e comerciais, de consultoria, de prestação de serviços, centros de pesquisas e desenvolvimento ou ser um profissional autônomo.

## Eventos
Spirit Day
É um evento anual que acontece com a participação dos alunos do período Diurno. É o momento do ano em que os alunos mostram seus talentos!
O evento, através de apresentações de dança, música, poemas, teatro, busca estudar e conhecer um pouco mais temas variados. escolhidos ano a ano. Com muito empenho e dedicação, os alunos, professores e funcionários fazem o evento acontecer! É sempre uma manhã de muita alegria e aprendizado! 

Dia do Técnico
O Dia do Técnico é um evento realizado com a participação dos alunos do período Noturno (Ensino Técnico). 
Num clima de bastante descontração, o colégio comemora o Dia do Técnico Industrial, um importante profissional para o avanço tecnológico e sustentável do país.
Profissionais da área, ex alunos, empresários e professores são nossos convidados e, através de bate papo e palestras, passam aos estudantes suas experiências de vida e de mercado, conversam e mostram a importância de se ter um ensino de qualidade na formação de um Técnico Industrial e como isso é visto pelo mercado de trabalho.
O evento tem o objetivo de mostrar aos nossos alunos a importância de um Técnico Industrial de qualidade no mercado! 

Semana do Colégio
O Colégio Técnico Industrial, desde sua criação, preza pela formação de cidadãos, formação pessoal e de profissionais técnicos altamente qualificados para atender ao mercado de trabalho. Entre as atividades desenvolvidas, inseridas nestes princípios, está a Semana do Colégio que ocorre anualmente e tem como principal objetivo uma maior interação com a comunidade externa. É um momento único, no qual é possível conhecer esta renomada instituição de ensino público, sua rotina, seus alunos, seus laboratórios, seus cursos, seus projetos, sua infraestrutura. Esse evento tem sucesso graças ao empenho e à dedicação de todo corpo docente, discente e dos funcionários técnicos administrativos e de suporte acadêmico. São muitos visitantes ao longo de todos os anos e inúmeros projetos apresentados, sendo alguns deles registrados em patente.  

## Dúvidas frequentes - Vestibulinho
Dúvidas frequentes
Essas informações não substituem a leitura completa e atenta do Edital do Vestibulinho 2024!
- Qual o valor da taxa de inscrição?

Para o ensino médio integrado a curso técnico (diurno) esse valor é de R$ 70,00 (setenta) e para o curso técnico (noturno) esse valor é de R$ 35,00 (trinta e cinco).
- O que será cobrado na prova?

Será cobrado conteúdo programático do ensino fundamental. A prova é composta por 50 questões objetivas de múltipla escolha e uma redação.
- Estou no 9° ano, posso fazer a prova?

Sim, porém apenas como treineiro. Apenas alunos que concluíram o 9º ano do ensino fundamental podem ingressar nos cursos oferecidos pelo colégio.
- Como proceder para me inscrever como treineiro?

A inscrição é realizada da mesma maneira que as inscrições regulares, porém, após a opção pelo curso no momento da inscrição, deve-se indicar a opção por treineiro.
- Fiz a inscrição, mas me arrependi, é possível fazer outra inscrição?

Sim, mas no dia da prova fique atento pois haverá duas carteiras com seu nome, referentes às duas inscrições, caso as duas tenham sido pagas. Na sala da prova, o candidato deve conferir se a carteira se refere ao curso escolhido.
- O valor da inscrição cancelada será devolvido?

Uma vez efetuado o pagamento não será devolvido o valor da inscrição por qualquer motivo.
- O que levar no dia da prova?

O candidato deverá levar um dos documentos de identificação listados no edital e caneta esferográfica preta.
- A prova será no colégio?

Não. O local de prova será indicado no site da Vunesp, após a realização da inscrição, em data prevista no edital.
- Já estou cursando o primeiro ano do ensino médio, se eu passar no Vestibulinho terei que cursar novamente o primeiro ano?

Sim. O ingresso no colégio prevê o cumprimento da carga horária completa do ensino médio, não sendo possível aproveitar o tempo realizado em outra instituição.
- Posso cursar o ensino médio do período noturno?

Não. O período noturno é voltado apenas para aqueles que estejam cursando o ensino médio em outra instituição ou que já concluíram o ensino médio e irão cursar apenas o curso técnico no colégio.